# 가토 비행장
가토 비행장(독일어: Flugplatz Gatow)은 독일 베를린 슈판다우구 남서쪽에 있었던 군용 비행장이었다. 개장 당시에는 루프트바페가 사용했으나 제2차 세계 대전 이후 영국 왕립공군의 RAF 가토 기지로 변경되었다. 이 시기에는 중부 유럽에서 비행정의 유일한 모항이었으며, 동독으로의 정찰 비행을 수행하는 드 해빌랜드 캐나다 DHC-1 항공기가 배속되기도 했다. 비행장으로서의 기능은 1994년 6월 30일에 중단되었고, 독일의 재통일 이후에 독일에서 소유권을 넘겨받았다.
과거 비행장 부지에는 베를린 가토 비행장 군사 역사 박물관이 설치되어 있고, 남아 있는 군용 시설은 독일 연방방위군의 사무소와 독일 공군 사령부와 슈타인호프 장군 막사(독일어: General-Steinhoff-Kaserne)이다. 비행장 부지의 대부분은 택지로 변경되었다. 2003년 행정 구역 개편 이전까지는 슈판다우구 가토에 대부분 부지가 속해 있었으며, 2003년 이후에는 비행장 부지 대부분이 클라도에 편입되었다.

## 역사

가토 비행장의 베를린 내에서의 위치

### 루프트바페, 1934년-1945년

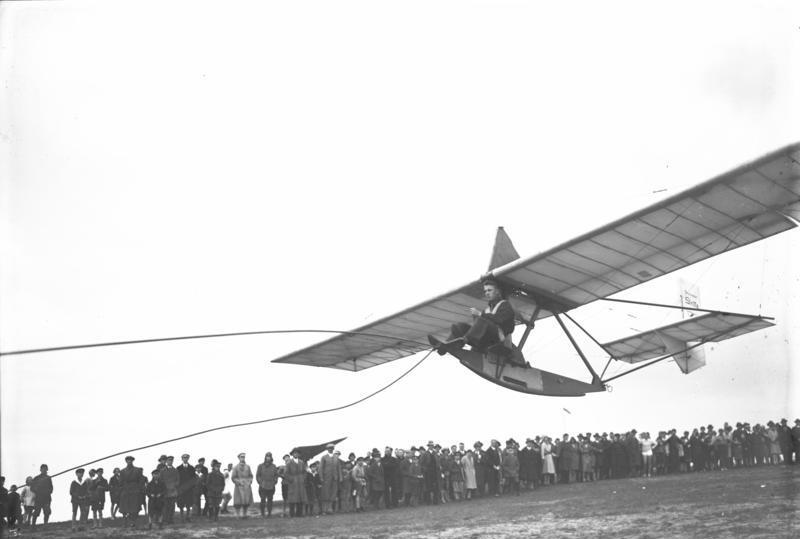
가토 일대에서 비행 훈련을 받고 있었던 교육생

가토 비행장 부지에서는 1925년 주변부터 호엔가토 언덕 서쪽의 헬렌 베르게(Hellen Berge) 또는 가토어 베르게(Gatower Berge) 일대에서 활공 훈련이 진행되고 있었다. 독일 재군비 선언 이후 1934년부터 1935년까지 루프트바페에서 군용 비행장을 건설했다. 비행장의 부속 시설로 베를린 서쪽의 되버리츠 훈련장(Truppenübungsplatz Döberitz) 및 공군 막사가 설치되었다. 1935년 11월 1일 가토 비행단(Fliegerhorst Gatow)이 창설되었고, 아돌프 히틀러가 창설 행사에 참여했다. 비행단 창설 이후 1936년 4월 1일에 제2공군사관학교 베를린 가토(Luftkriegsschule 2 Berlin-Gatow)를 설치했고, 과거 되버리츠 비행장(Flugplatz Döberitz)의 훈련 기능을 이전해 왔다. 초기에는 뮈르비크 해군사관학교(Marineschule Mürwik)에서 인원을 충당했다. 1940년 1월 15일에는 제2공군사관학교(Luftkriegsschule 2)로 개명되었다. 부속 비행장으로는 귀터펠데(Güterfelde)와 라인스도르프(Reinsdorf)가 있었다.
히틀러는 가토 비행장에서 베르히테스가덴 방면으로 정기적으로 비행편을 이용했다. 1944년 10월부터는 연료 부족으로 비행 훈련이 중단되었다. 1945년 3월 5일부터 공군 장교들도 공수부대원으로 재훈련을 받았으며, 지상 작전에서 다량의 사상자가 발생했다. 종전 직전인 1945년 4월 26일에는 봉쇄되어 있었던 베를린에서 로베르트 폰 그라임 기사와 하나 라이치가 퓌러엄폐호로 비행편을 이용하여 탈출했다. 베아테 우제 비행사도 여기에서 북부 독일로 탈출했다.
루프트바페 시기의 상징은 제1차 세계 대전 당시 독일 공군 비행사의 이름을 딴 숙소 건물과 비행사의 부조에만 남아 있다. 건물 설계자는 에른스트 자게빌(Ernst Sagebiel)이며, 베를린 템펠호프 공항을 비롯한 베를린 시내의 다양한 교통 시설을 설계하기도 했다. 1930년대에 건설된 주 격납고와 조명 시설은 RAF 가토 시기에도 계속 유지되었다.

### 영국 공군 및 육군 항공대, 1945년-1994년

#### 1945년-1948년
1945년 4월 26일 베를린 전투 과정에서 붉은 군대가 비행장을 점령했다. 종전 후인 1945년 5월과 6월에는 일류신 Il-2 공격기, 야코블레프 Yak-9 전투기, 폴리카르포프 Po-2 연락기를 배치했다. 얄타 회담의 협정에 따라서 1945년 7월 2일 영국 왕립공군에 비행장을 양도했고, 1945년 8월 19일 RAF 가토로 이름을 변경했다.
포츠담 회담의 결과에 따라서 1945년 8월 30일에 소련군은 비행장의 일부와 접속 도로를 포함하는 영토(Seeburger Zipfel)를 영국군에 할양했고, 영국군은 슈타켄 서부와 슈타켄 비행장을 소련군에 할양했다. 그 이전인 1945년 6월 25일에 영국 왕립공군 제284야전중대가 마그데부르크를 경유하여 육로로 가토에 도착했다. 소련군은 이들을 적대적으로 대했으며, 너무 일찍 도착했다는 이유를 들어서 철조망 뒤편으로 야전중대 인력을 가둬 두려고 했다. 영국군에 양도된 후에도 소련군은 비행장 바로 뒤편에 무장 인원이 배치된 검문소를 설치했다. 왕립공군 측은 아브로 앤슨 항공기를 이륙시켜 소련 측을 정찰했으며, 소련의 활동과 베를린 공수작전으로 인하여 최대 6개월 동안만 인원을 배치했다.

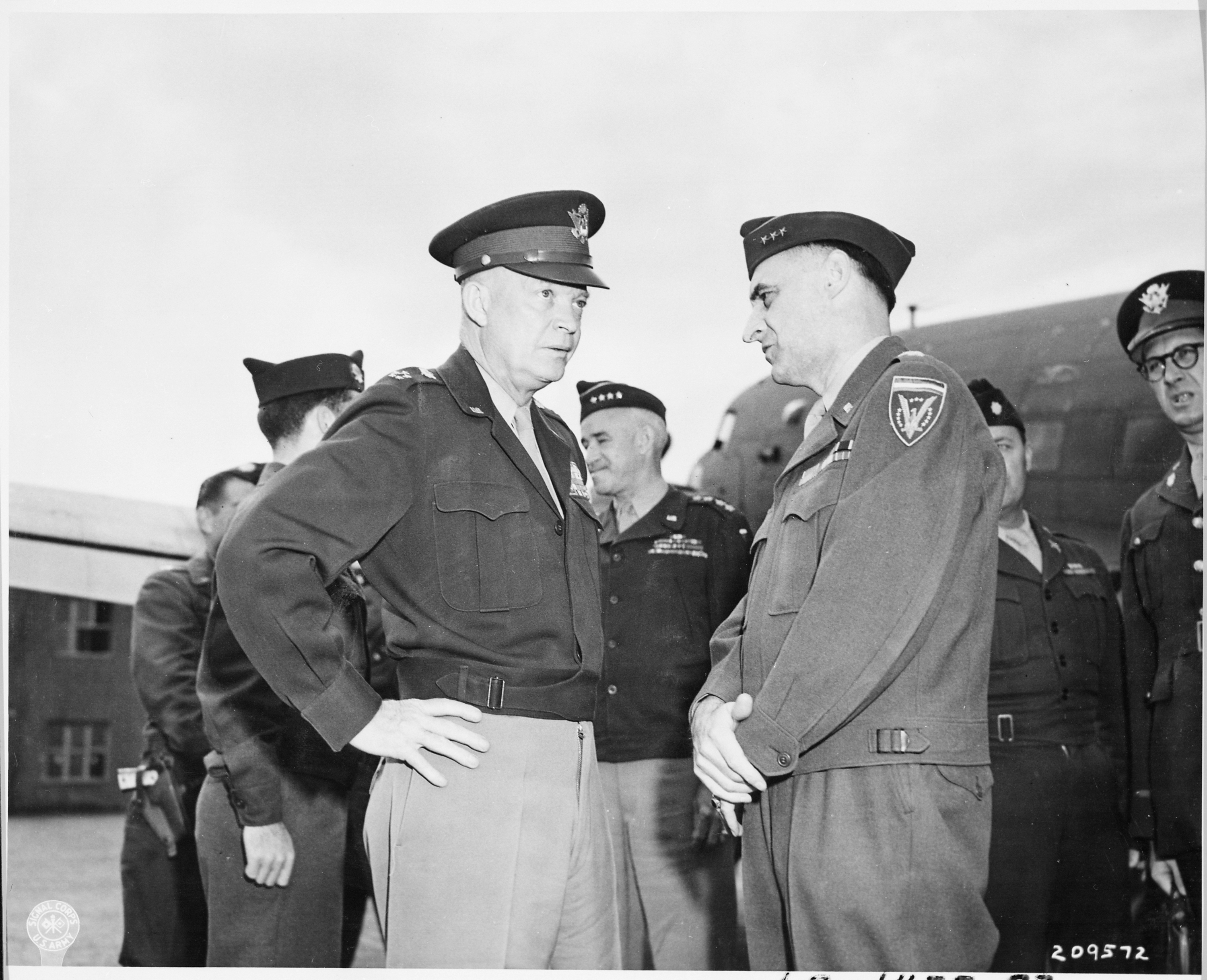
RAF 가토에 있는 드와이트 아이젠하워와 루시우스 클레이, 1945년

영국 왕립공군 소속으로 RAF 가토에 착륙한 첫 항공기는 1945년 7월 2일 오전 11시 55분에 착륙한 아브로 앤슨(PW698)이었다. 초기에는 제19호 임시 착륙장(Intermediate Landing Place No. 19)으로 불렸다가 8월 19일에 RAF 가토로 이름이 변경되었다. 라틴어 모토인 Pons Heri Pons Hodie는 "어제의 다리, 오늘의 다리"로 해석할 수 있다.
ᅟRAF 가토는 민간 항공용으로도 임시로 사용되었다. 1946년에 영국유럽항공은 RAF 노르트홀트-함부르크-가토간을 더글러스 DC-3 및 비커스 VC.1 바이킹 항공기를 사용하여 주 6회 노선을 운항했다.
소련군은 영국군에 비행장을 양도한 이후에도 비상 착륙장으로도 사용했다. 1945년 10월 19일 Yak-9 항공기, 1946년 초에는 Il-2 항공기가 착륙했다. 1952년 10월 24일에는 소련군 소속 미코얀-구레비치 MiG-15 항공기가 조종사의 실수로 RAF 가토에 착륙했다. 실수를 깨달은 조종사가 RAF 가토에서 재이륙을 시도했고, 영국군이 활주로를 차량으로 막으려고 시도했으나 MiG-15 항공기는 이륙에 성공했다.종전 직후에 남아 있었던 공군사관학교 건물의 일부는 병원으로 사용되었고 이후에 개축되었다.

#### 베를린 공수작전, 1948년-1949년
1947년 3월 독일 노동자 794명이 투입되어 2,000 야드 (1,800 m) 규모 콘크리트 활주로가 건설되었다. 1948년 베를린 봉쇄 당시 미군 소속 베를린 템펠호프 공항과 프랑스군 소속 베를린 테겔 공항과 함께 서베를린 물자 공급의 중요한 역할을 담당했다. 초기에는 더글러스 다코타 150기와 아브로 요크 40기가 가토 비행장으로 물자 수송에 투입되었다. 1948년 7월 18일에는 영국 왕립공군이 매일 995톤의 물자를 운반하고 있었다. 영국 왕립공군과 영국 민간 항공사 외에도 미국 공군, 왕립 오스트레일리아 공군(RAAF), 캐나다 왕립 공군(RCAF), 왕립 뉴질랜드 공군(RNZAF), 남아프리카 공군(SAAF)에서 가토 비행장으로 물자를 수송했다.
왕립 오스트레일리아 공군은 1980년 6월 20일 RAF 가토에 더글러스 다코타 항공기를 기증했다. 당시 승무원으로 참여했던 공군중장 데이비드 이번스(David Evans)가 참가했다. 베를린 항로로는 영국, 프랑스, 미국 항공기만 진입할 수 있었기 때문에 오스트레일리아 공군 항공기는 임시로 영국 등록부호 ZD215를 발급받았다. 독일군에 양도 이후에도 항공기는 보존되어 있다.

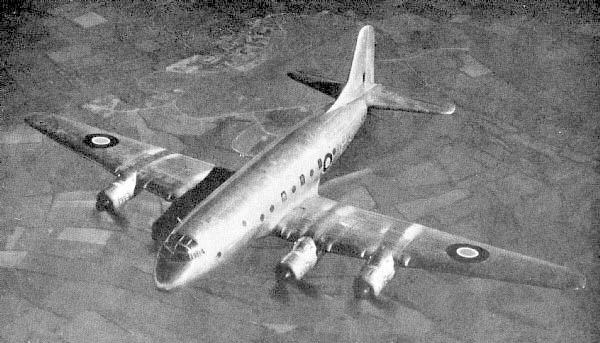
RAF 핸들리 페이지 헤이스팅스

마지막 RAF 수송기 핸들리 페이지 헤이스팅스는 1948년 11월에 비행단에 등록되었고, 일부 비행사와 항공기가 대체 인력을 훈련할 수 있도록 재배치되었다. 해당 항공기는 베를린 공수에도 참가했고, RAF 가토 폐쇄 직전까지 기지 정문에 전시되었다. 기지 폐쇄 이후에는 베를린의 연합군 박물관으로 옮겨졌다. 1948년 12월 중순까지 영국 왕립공군에서는 약 10만 톤의 물자를 운반했다. 베를린 공수작전에 참여한 민간 항공사는 1949년 4월부터 영국유럽항공이 지휘하는 민간 공수 대대(Civil Aircraft Division)를 형성하여 영국 왕립공군의 통제를 받았다. 4월 중순에는 공수작전에 참여한 모든 항공기를 합쳐서 24시간 동안 1,398편이 이착륙했으며, 화물, 석탄, 기계류 등 13,160톤을 수송했다. 불과 하루 전에는 8,385톤을 수송했다.

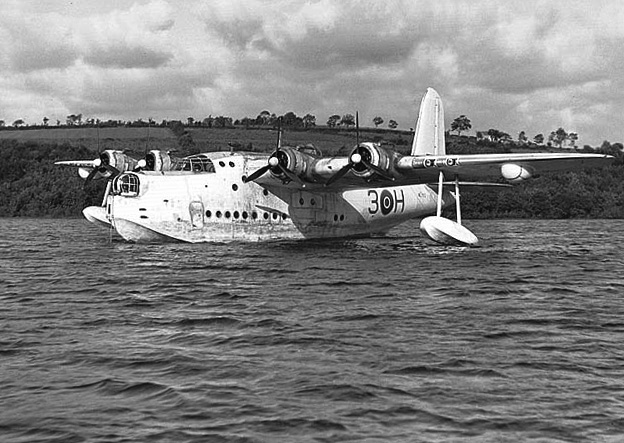
베를린 공수작전에 사용된 것과 유사한 쇼트 선더랜드

RAF 가토는 중앙 유럽에서 비행정을 사용한 유일한 기지였으며, 베를린 봉수 중에는 근처의 하펠강의 대반호에서 비행정이 출발했다. 1948년 7월 6일에는 쇼트 선더랜드 비행정 10기, 쇼트 히스(Short Hythe) 비행정 2기가 함부르크 근교 핑켄베르더의 엘베강에서 베를린까지 비행했다. 아퀼라 항공(Aquila Airways)의 비행정도 공동으로 투입되었다. 다른 항공기에는 소금으로 인한 부식이 발생할 수 있었으나, 비행정은 차체가 아노다이징되어 있었기 때문에 소금으로 인한 부식이 영향을 주지 않아서 주로 소금 수송을 담당했다.

#### 1949년-1994년
베를린 봉쇄 이후 RAF 가토는 영국 육군의 베를린 보병여단 항공대로 변경되었으며, 서베를린에 추가로 공수작전을 시행해야 할 때를 대피해서 보급 기지로 전환할 수 있도록 준비되었다.
영국국제항공은 1951년에 당시 서베를린의 항공 교통의 허브였던 베를린 템펠호프 공항으로 이전했다. 1950년대 이후 가토 기지는 엘리자베스 2세 및 다른 영국 왕가 구성원의 독일 국빈 방문용으로도 사용되었다. 영국연합항공(British United Airways), 브리타니아 항공(Britannia Airways), 코트 항공(Court Line) 등이 영국 국방부와의 계약으로 기지 인력을 위한 항공편을 운항했다.

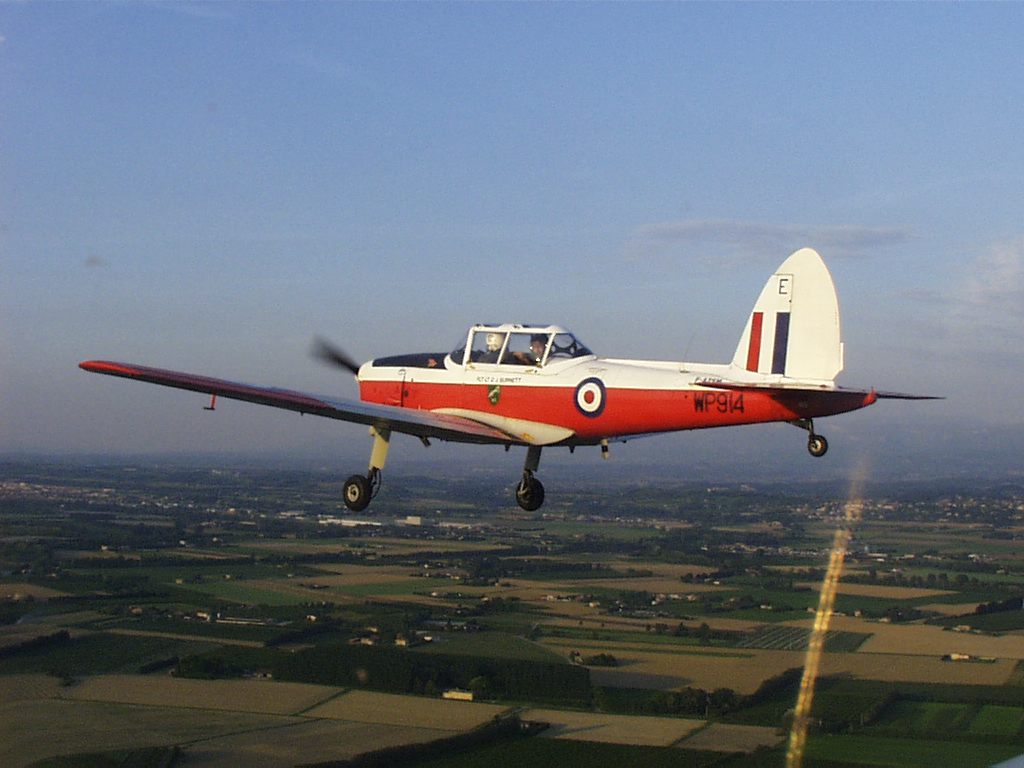
드 해빌랜드 칩멍크 T10

1950년대에는 왕립 공군 소속 언어학자들이 동유럽에 주둔 중이었던 소련 공군의 무전을 24/7로 감청하여 해독하는 작전의 중심지이기도 했다.
RAF 가토 스테이션 플라이트(RAF Gatow Station Flight)에서는 포츠담 협정으로 영국에 주어진 서베를린과 동베를린 및 서독과 베를린을 잇는 베를린 항로의 영공 사용권을 유지하기 위해서 드 해빌랜드 캐나다 DHC-1 칩멍크 T.10 2기를 사용했다. 이 중 1기는 베를린의 연합군 박물관에 보존되어 있다. 해당 항공기는 영국 사령관의 주동독 소련군 연락위원회(The British Commander-in-Chief's Mission to the Soviet Forces of Occupation in Germany, BRIXMIS)와의 협력으로 비정기적인 고고도 정찰을 통한 사진 정보 수집에 사용되기도 했다. 1956년 이전까지는 쇼너 작전(Operation Schooner), 그 후에는 나일론 작전(Operation Nylon)으로 불렸다. 정찰 비행은 베를린 항공 관제소(BASC)에 통보되어야 했다. 소련 측에서는 1946년 협정에서 서베를린 외부의 서방 연합군의 항로 사용권이 없었다고 간주했기 때문에 칩멍크 항공기의 비행 기록에는 "항공 안전 보장 불가"라는 소련 측의 도장이 찍혀 있다. 베를린 통제 구역 내에도 소련과 동독의 군사 시설이 있었다.
1970년부터는 영국 육군항공대의 제7비행단(7 Aviation Flight AAC, No. 7 Flight AAC)이 배치되었다. 웨스트랜드 시오 AH.1(Westland Sioux AH.1)(영국의 벨 47 라이선스 생산분) 4기가 배치되었다가 1975년에는 아에로스페시알 가젤 AH.1로 대체되었다. 제7비행단은 1994년 철군 이후 브루나이로 재배치되었다. 제26신호대대는 RAF 가토와 토이펠스베르크에 배치되었다. GCHQ를 대리하여 영국 왕립공군에서 신호정보를 수집했으며, 동독과 폴란드를 경유하는 바르샤바 조약기구 국가간의 군사통신을 감청했다.
영국 시기에 기지가 증축되어 주둔군을 위한 새로운 거주지가 건설되었다. 이외에도 골프장 및 1977년에는 사격장이 건설되었다.
베를린 장벽 붕괴 이후에는 칩멍크 항공기를 통한 항공 정찰이 중단되었고, 이 두 비행기는 서독의 RAF 라어브루흐로 비행하여 폐기를 기다리고 있었다. WG466 항공기는 1994년 7월 30일 RAF 라어브루흐에서 베를린 템펠호프로 다시 날아갔으며 베를린의 연합군 박물관에 기증되었다가, 현재는 여기에 설치된 군사 역사 박물관에 대여 전시 중이다. WG486 항공기는 영국 공군의 역사적인 비행기로 동태 보존되어 있다.

#### 1989년 당시 영국 공군 조직
아래 목록은 철군 직전인 1989년 당시 RAF의 조직이다.
- RAF 가토 사령부(RAF Gatow Headquarters)
- 가토 기지 서비스 대대(Gatow Station Service Squadron)
- RAF 가토 스테이션 플라이트(RAF Gatow Station Flight)
- 항공 관제(Air Traffic Control)
- 급식 대대(Catering Squadron)
- 보안 대대(Security Squadron)
- RAF 제26신호대대(No. 26 Signals Unit RAF)
- RAF 경비대대(RAF Provost & Security Services) 베를린 분대(Berlin Detachment)

#### RAF 가토로의공화국탈주
동독에서 RAF 가토로의 공화국탈주는 최소한 세 건이 성공했다.
1978년 4월 7일 동독 출신 두 형제가 즐린 Z-42M 경량 항공기에 탑승하여 RAF 가토에 착륙했다. 동독 탈출은 약 3년간 계획되었다. 항공기는 분해되어 동독으로 반환되었으며 "Wish you were here"와 같은 문구가 칠해졌다.
1979년 6월 24일 동독에서 비행한 글라이더가 착륙했고, 조종사는 정치적인 망명을 요청했다. 글라이더는 4일 후 글리니케교를 통해서 동독에 반환되었다. 러더의 제어면에는 "remove before the next escape"라는 메시지가 적혀 있었다.
1987년 7월 15일 토마스 크뤼거(Thomas Krüger)는 즐린 Z-42M 경량 항공기에 탑승하여 RAF 가토에 착륙했다. 착륙 직후 기지 경비대에게 정치적인 망명을 요청했고, 민간에 인도되어 서독 시민권이 부여되었다. DDR-WOH 항공기는 분해되어 육로로 동독으로 반환되었고, 항공기 동체에는 RAF 부대원들이 "Wish you were here", "Come back soon"과 같은 메시지를 칠해 두었다. 독일 통일 이후에는 D-EWOH로 등록 부호가 변경되었다.
RAF 가토 근처에는 동독 국가인민군의 탱크 부대가 있었다. 기지 서쪽을 지나는 베를린 장벽 바로 반대편에 있었고, RAF 가토의 관제탑에서 부대를 관측할 수 있었다. 베를린 장벽은 이 구간에서 콘크리트 장벽이 아닌 철책선으로 건설되었고, 동독 측에서는 군사적인 이유라고 제시했다.

### 독일의 재통일 이후

#### 슈타인호프 장군 막사
제2차 세계 대전 종전 약 50년 후인 1994년 6월 18일에 연합군이 베를린에서 철군했고, 철군 과정에서 1994년 6월 30일에 비행장 운영이 중단되었다. 1994년 9월 7일 독일 연방방위군이 비행장을 인수했고, 제3전투비행단(3. Luftwaffendivision)이 설치되었다. 당시 사령관은 위르겐 회헤(Jürgen Höche) 소장, 언론 및 대민부서 담당관은 요아힘 바이스(Joachim Weiß) 소령이었다.
현재 가토 비행장 부지에 설치된 독일 연방군 관련 시설은 다음과 같다.
- 슈타인호프 장군 막사(General-Steinhoff-Kaserne)
- 독일 연방군 사관학교 베를린 가토(Bundeswehrfachschule Berlin-Gatow)
- 공군지원대 가토(Luftwaffenunterstützungskompanie Gatow)
- 베를린 가토 의무대(Sanitätsversorgungszentrum Berlin-Gatow)
- 베를린 가토 비행장 군사 역사 박물관(Militärhistorisches Museum Flugplatz Berlin-Gatow)

막사로 사용 중인 공간은 과거의 숙소 건물, 박물관 격납고 일부와 관제탑이다. 활주로 서부는 비행장 부지에서 지정 해제되었고, 동부 활주로만 대각선으로 잘린 채 남아 있다. 활주로의 일부분은 항공기 전시용으로도 사용 중이다. 활주로 2본 중 830 m씩은 비행 행사용으로 사용 중이다. 군사 역사 박물관은 무료로 개방되어 있다.

#### 민간 사용
과거 가토 비행장 부지의 대부분은 민간용으로 사용 중이다. 비행장에 인접한 하비흐트스발트 택지(Siedlung Habichtswald)는 영국군의 거주지로 사용되었다가 철군 이후 독일 연방정부에 양도되었으며, 이후 민간에 매각되었다. 비행장 운항 중단 이후 클라도 지역에 란트슈타트 가토(Landstadt Gatow) 택지 개발이 시작되었다. 비행장 부지에서 지정 해제된 활주로 부지에는 주택, 슈퍼마켓, 학교가 건설되어 있다. 클라도어 담(Kladower Damm) 일대에 영국군이 건설했던 주택도 막사 부지에서 지정 해제되었고 민간에 매각되었다. 이 중에는 가장 오래 된 주택과 가장 최근에 건설된 주택이 포함되어 있다. 1999년에 기지에 부속된 골프장이 확장되었고 현재 베를린 골프 클럽 가토(Berliner Golf Club Gatow)가 들어서 있다. 포츠다머 쇼세(Potsdamer Chaussee)에 있었던 사격 훈련장은 공영 주차장으로 변경되었다.

## 비행장 건물
가토 비행장의 건설 당시 건물(베를린 유산 목록의 항목) 및 공군사관학교(베를린 유산 목록의 항목)는 건축유산으로 지정되어 있다.

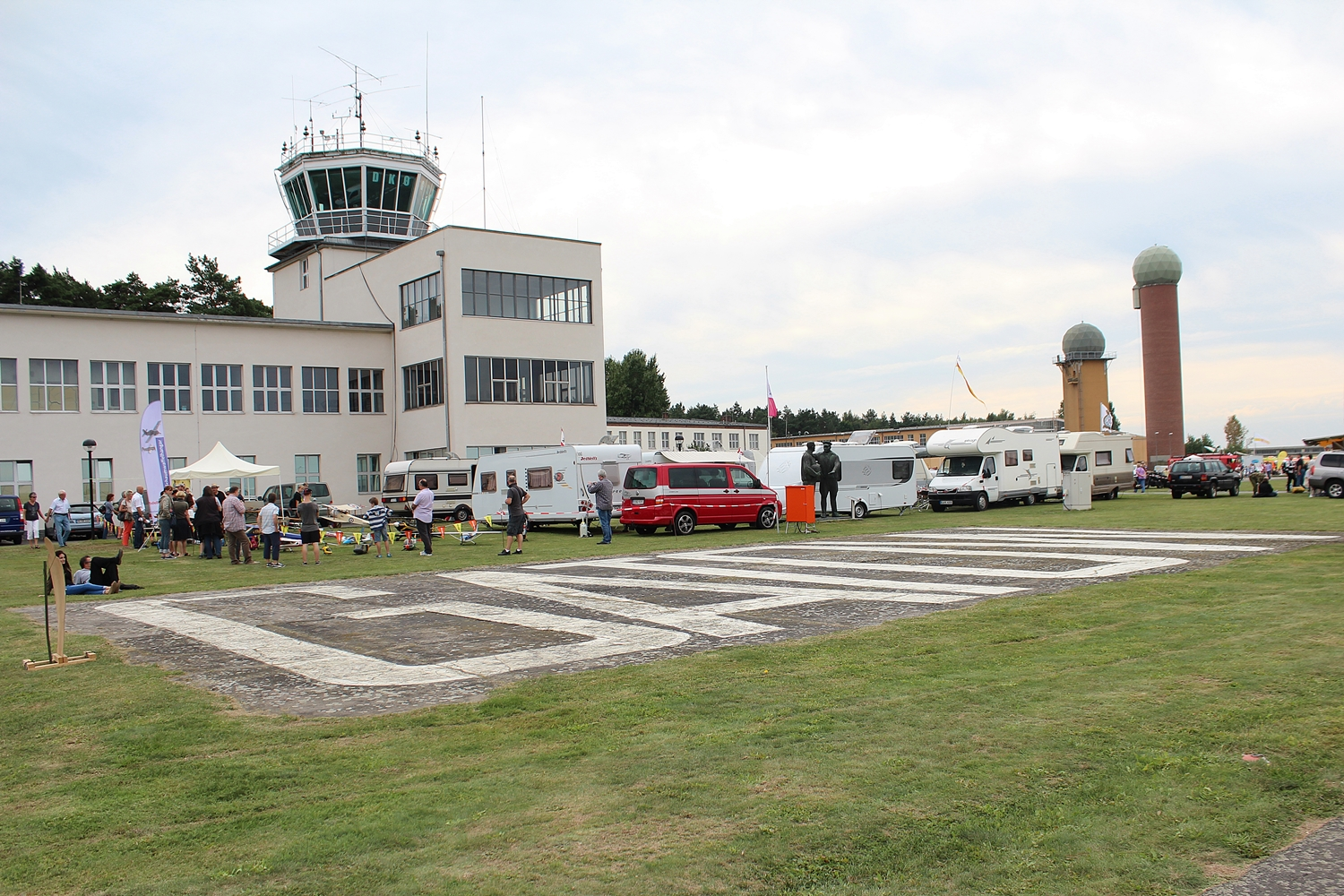
터미널과 관제탑
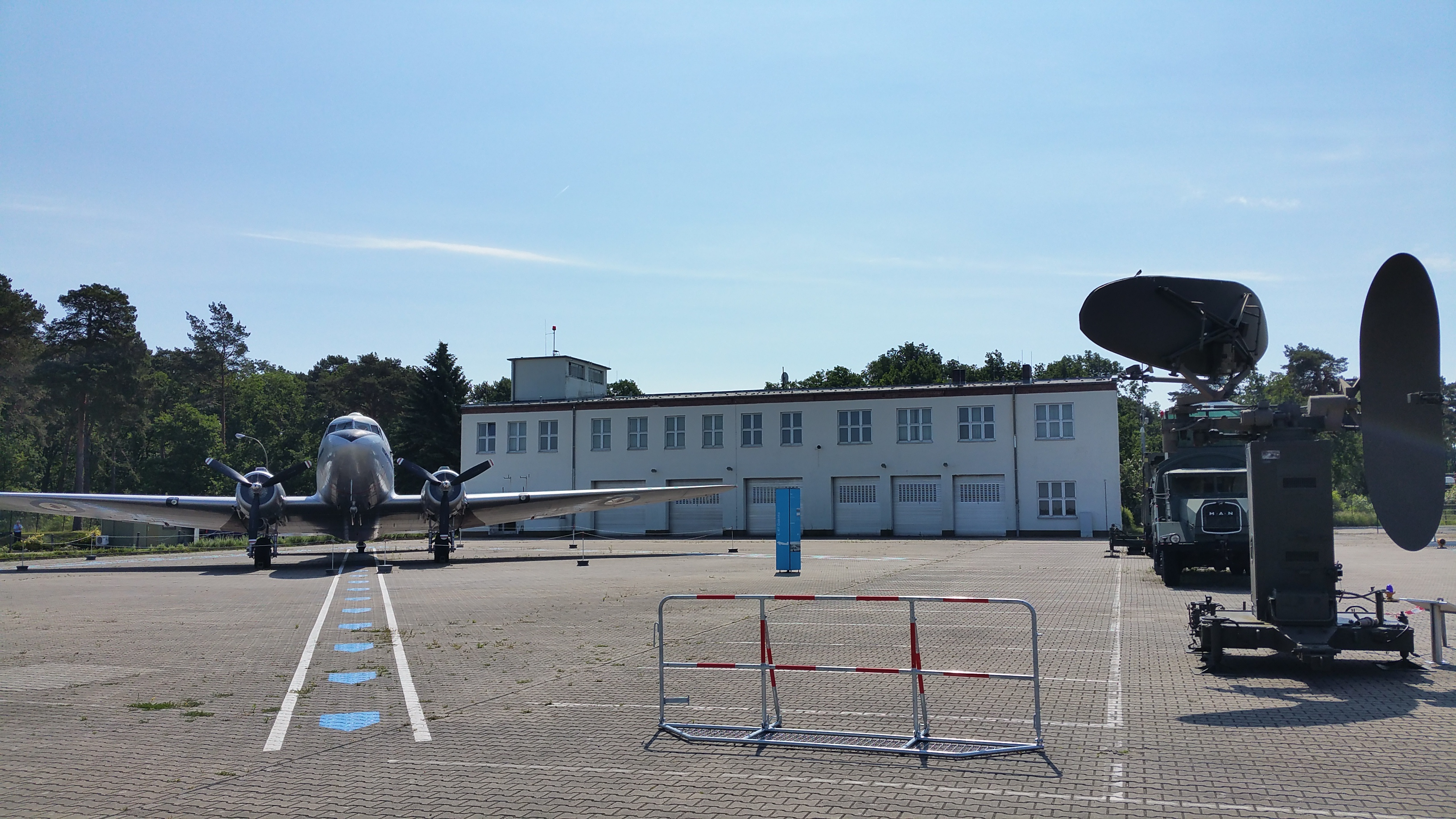
공항 소방대 건물
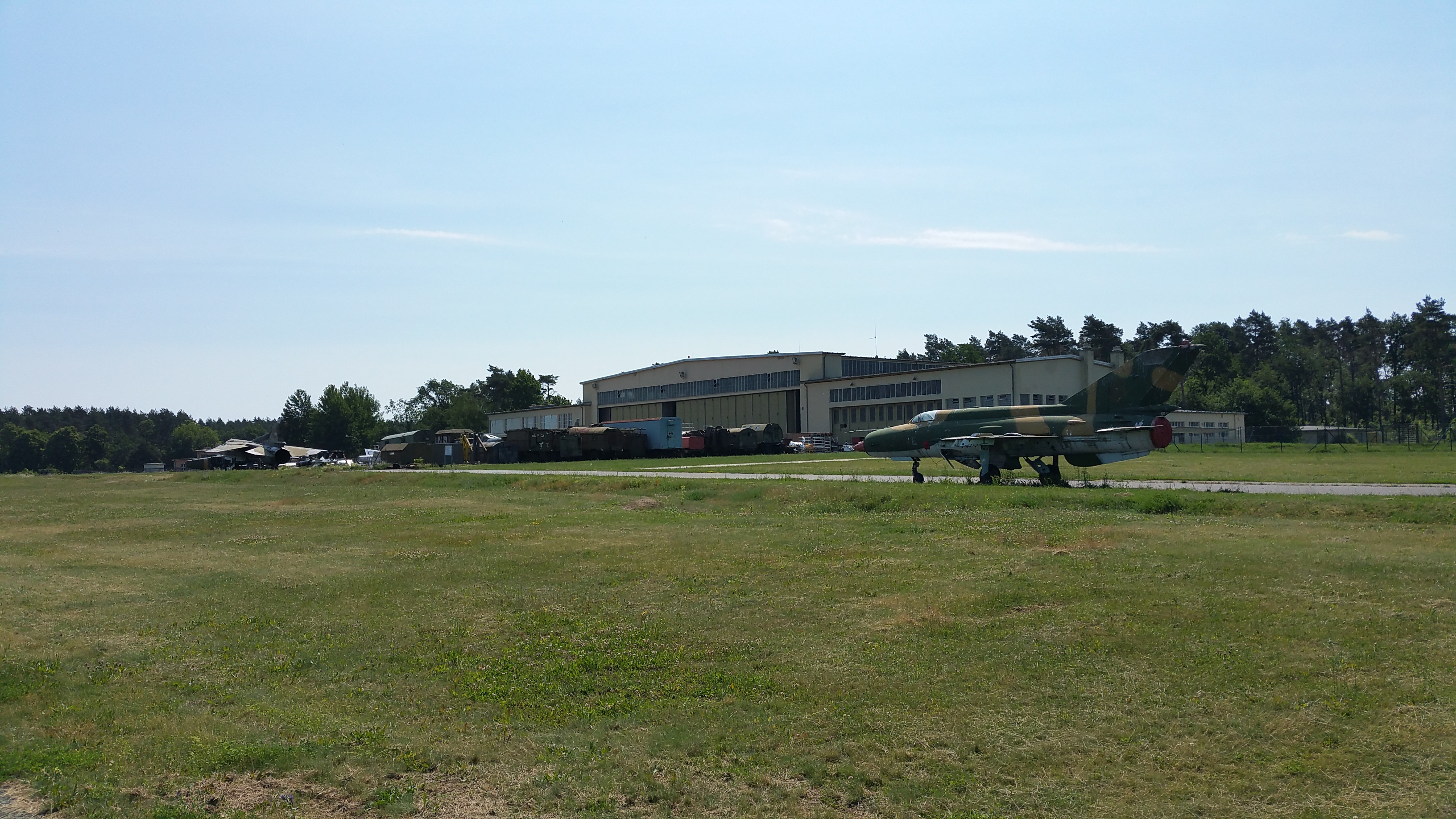
제1격납고: 박물관(복원)
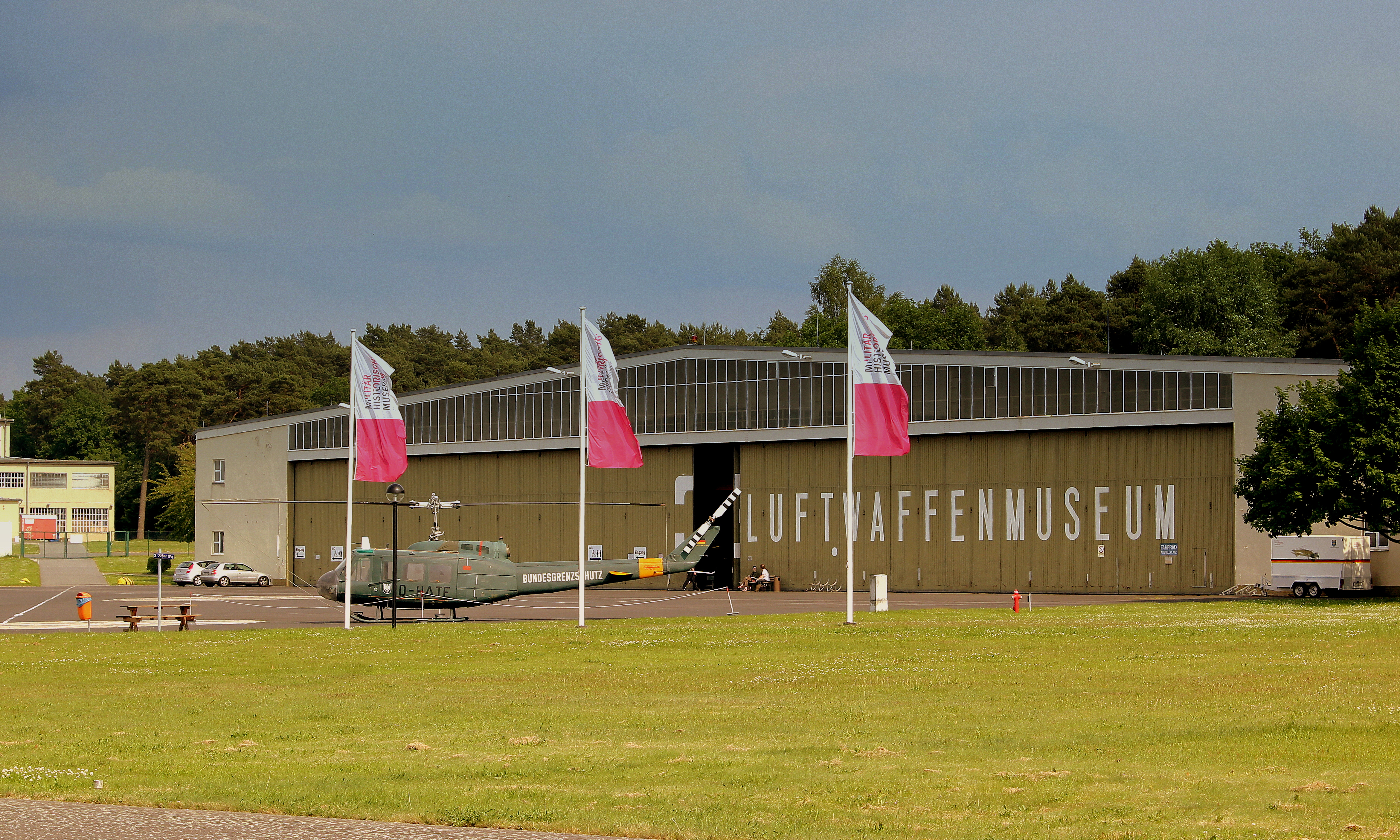
제3격납고: 박물관(전시실)
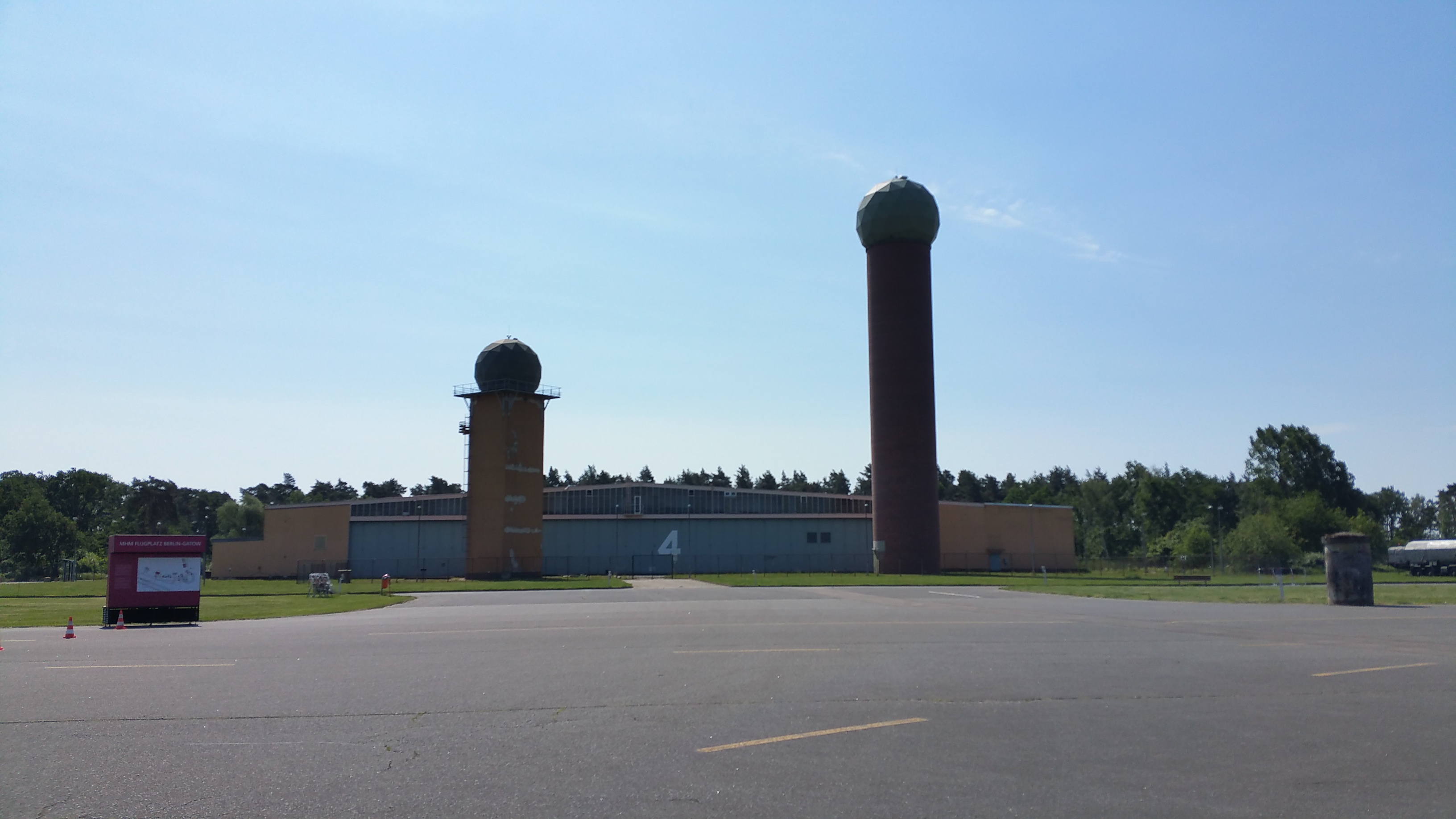
제4격납고: 막사
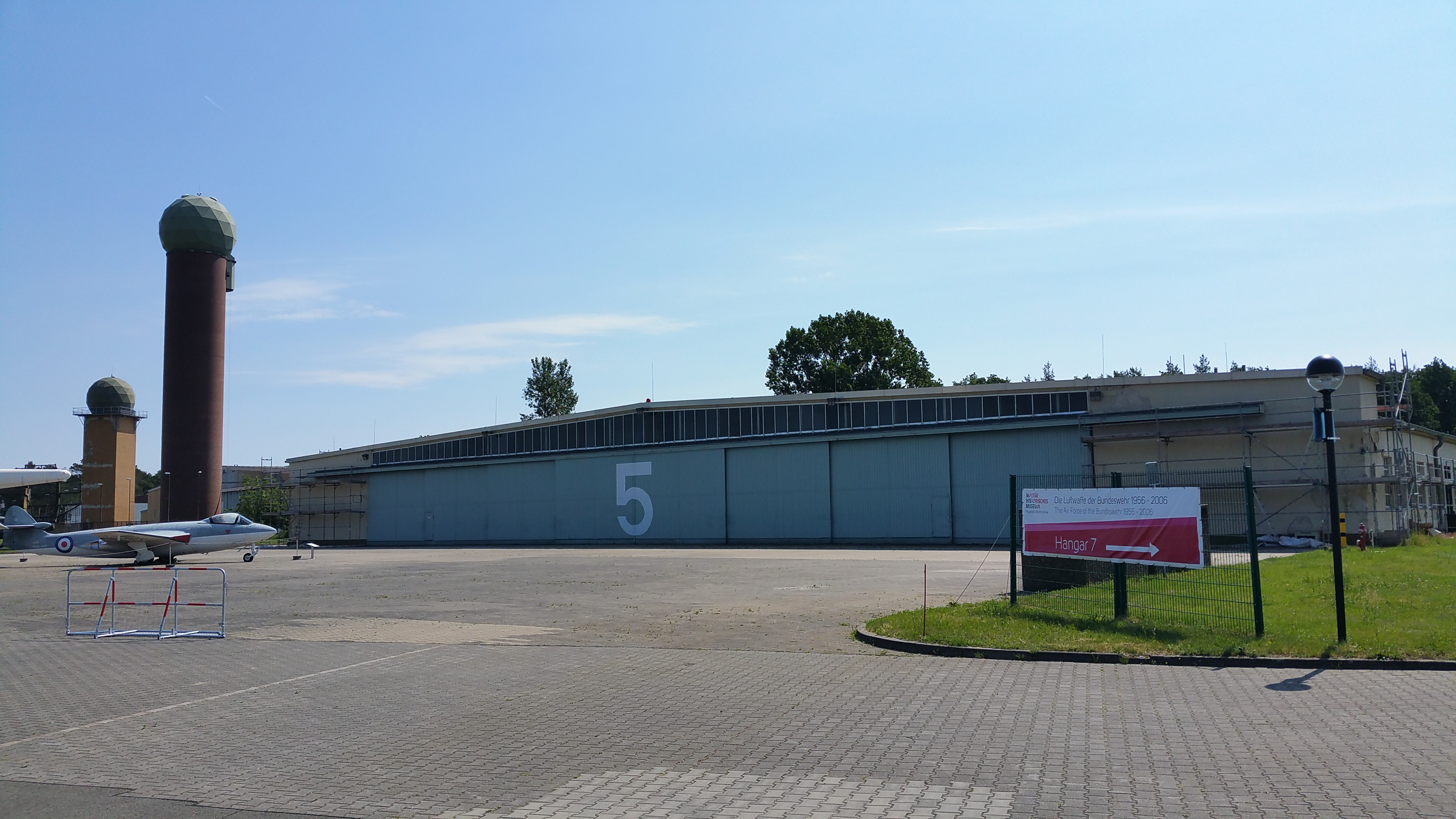
제5격납고: 박물관(수장고)
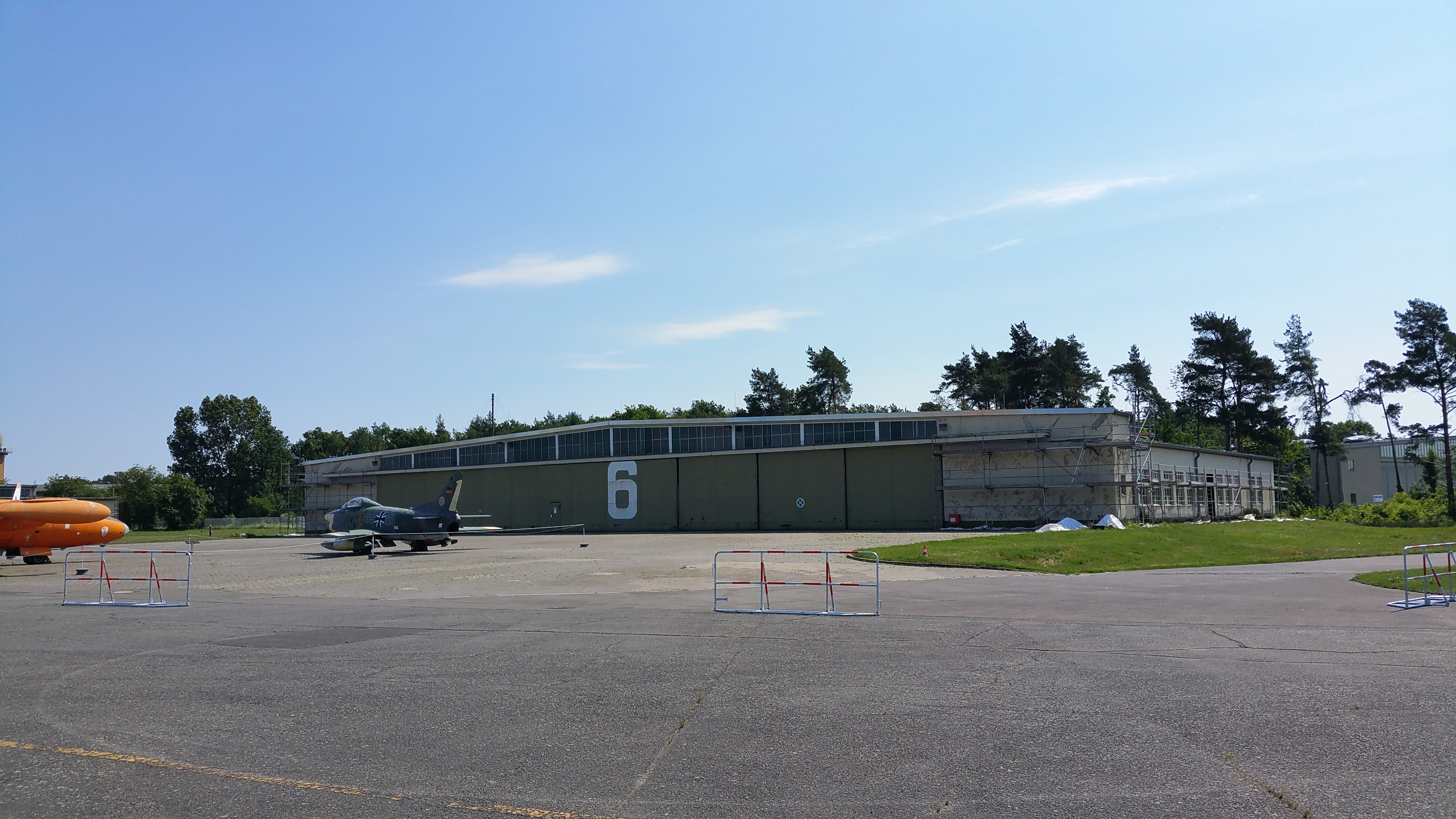
제6격납고: 박물관(수장고)
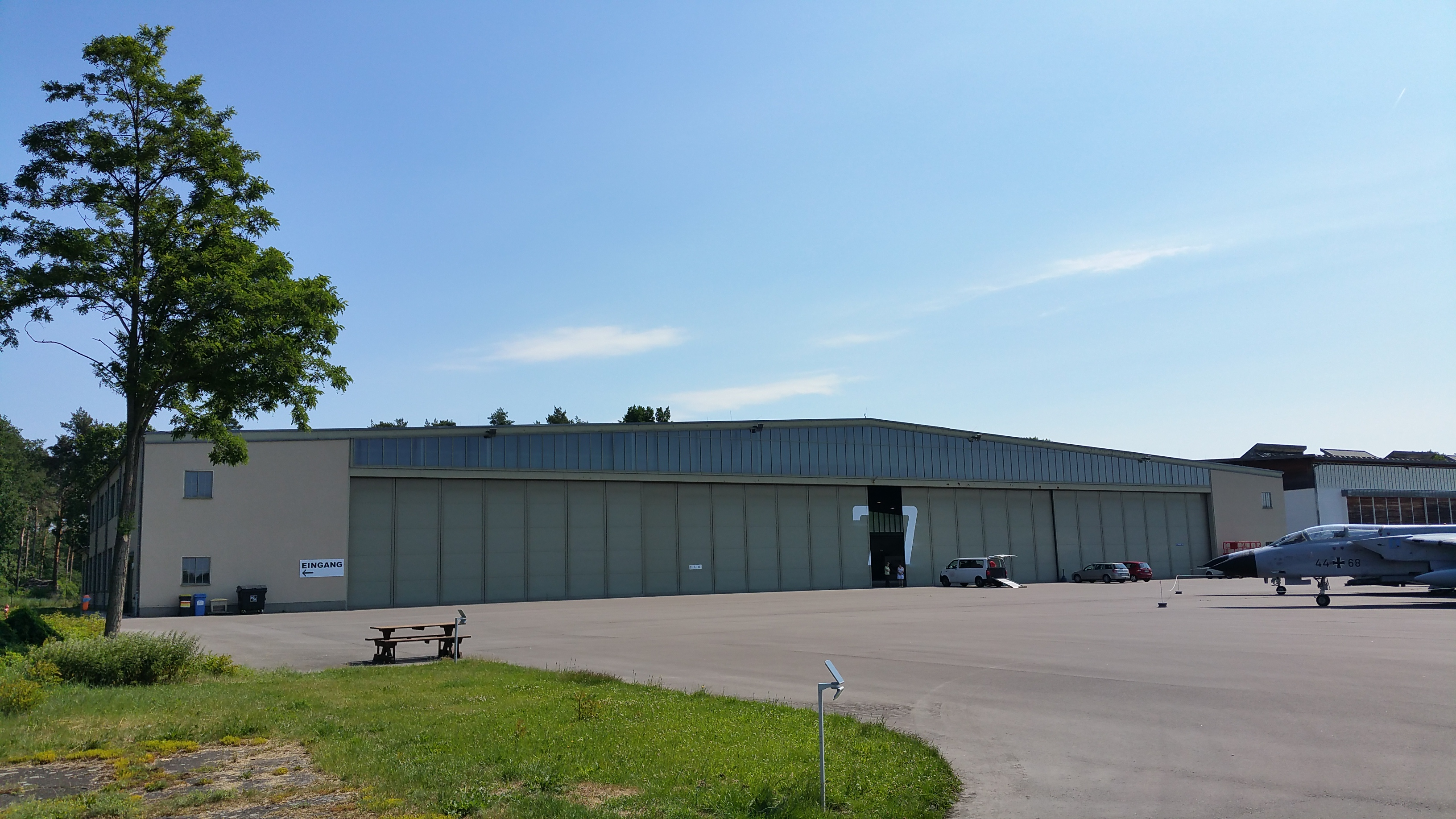
제7격납고: 박물관(전시실)
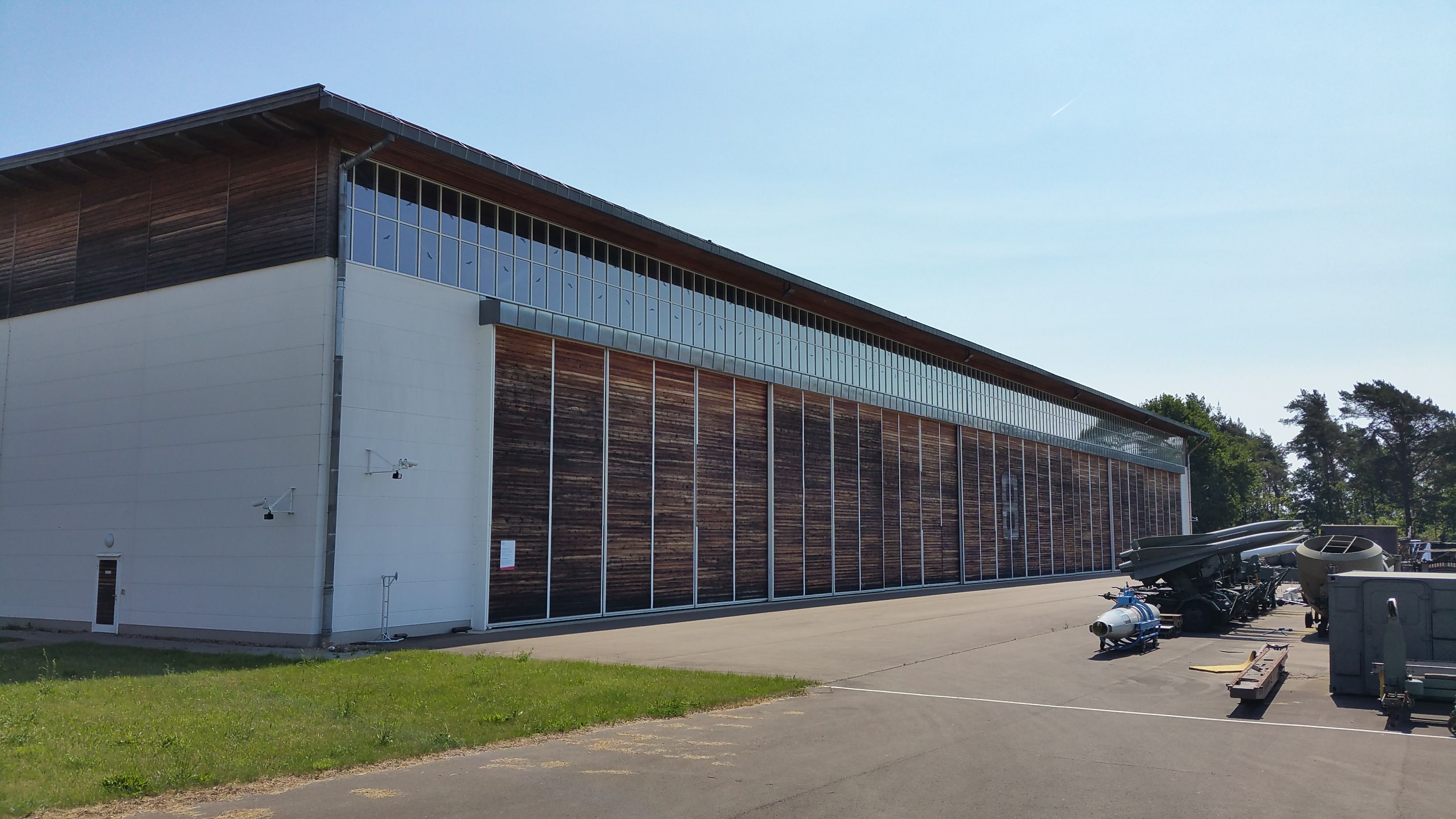
제8격납고: 박물관(수장고)
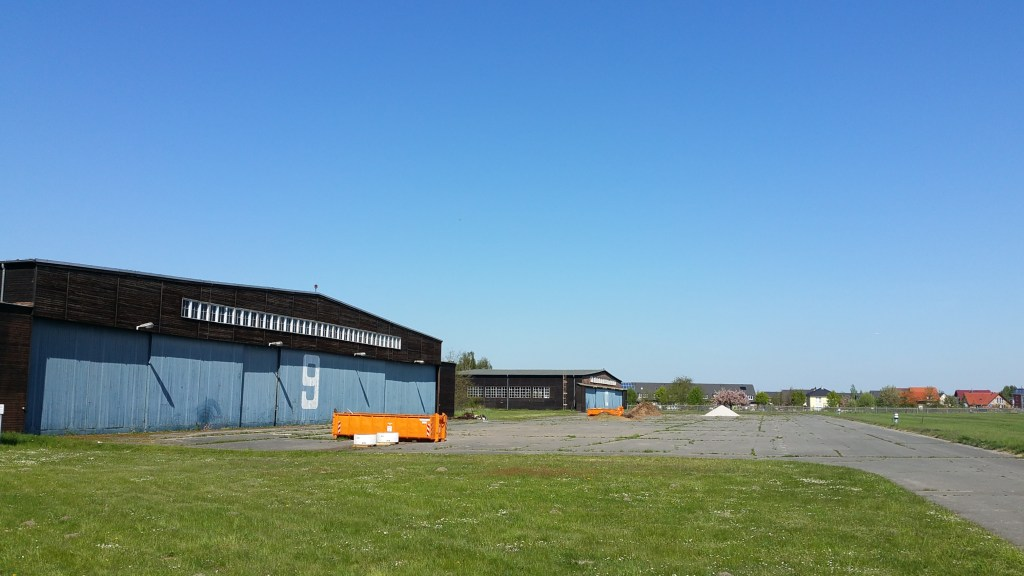
제9격납고, 제10격납고: 미사용
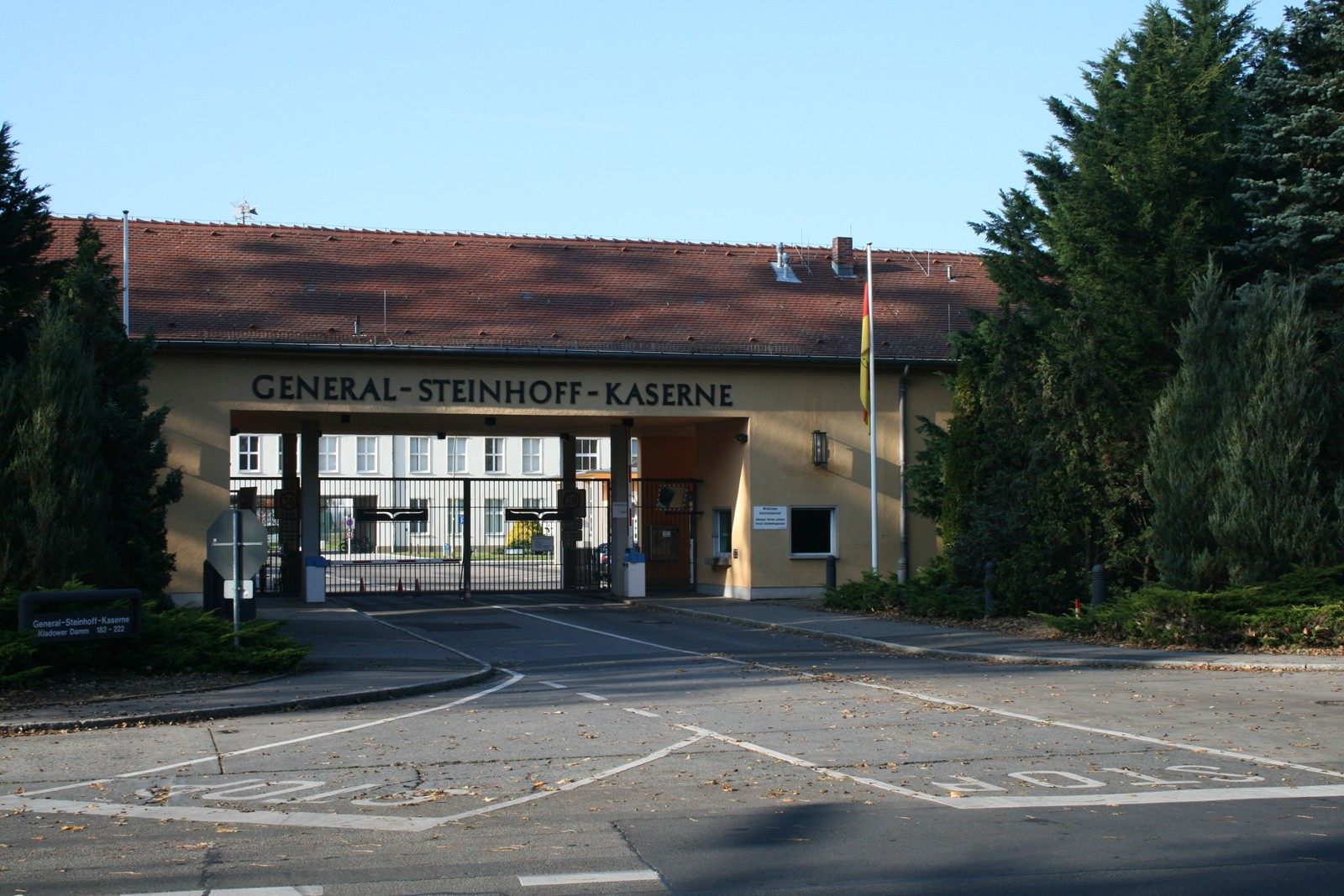
슈타인호프 장군 막사 입구
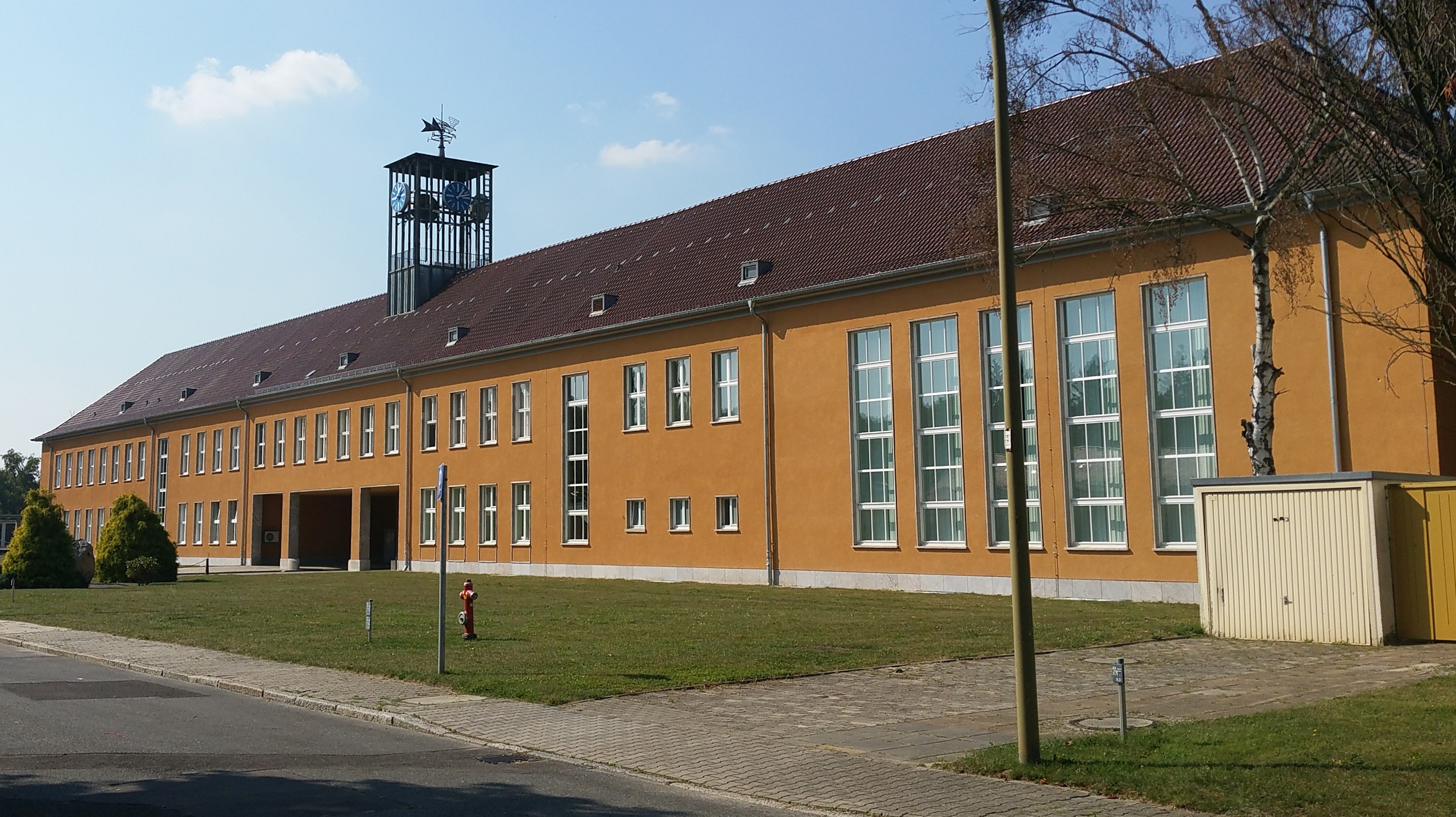
과거 제2공군사관학교, 현재의 독일 공군 사령부

## 사고
- 1947년 3월 18일 영국 왕립공군 제16비행단 소속 호커 템페스트 II(PR853) 항공기가 가토 비행장에서 1마일 이내에 있었던 클라도 지역에 추락했다. 조종사는 살아남았다.[23]

- 1948년 4월 5일 영국유럽항공 소속 비커스 610 바이킹 1B(등록 부호: G-AIVP) 항공기가 런던에서 함부르크를 경유하여 베를린 가토 비행장으로 향하는 중 곡예비행 훈련 중이었던 소련 공군 소속 야코블레프 Yak-3 전투기와 공중 충돌했다. 공중 충돌로 인하여 영국 측 바이킹 항공기가 통제를 잃고 공항에서 1.9마일 떨어진 동독 영토에 추락하여 탑승객 14명(승무원 4명, 승객 10명) 전원이 사망했다. 소련 측 항공기도 조종사가 즉사했다. 조사 결과 소련 전투조종사 측의 항공 규정 위반이 사고의 원인으로 밝혀졌다.[24]

- 1948년 8월 1일 영국 왕립공군 소속 더글러스 DC-3/C-47B(KN238) 항공기가 착륙 중 그라운드 루프에 빠져서 엔진이 떨어져 나갔다. 항공기가 정비 불가능한 상태로 손상되었고, 승무원 3명 전원은 살아남았다.[25]

- 1948년 10월 10일 영국 왕립공군 소속 아브로 요크 C.1(MW305) 항공기가 착륙 중 활주로를 이탈했다. 더 이상의 이탈을 막기 위해서 엔진을 바닥으로 떨어트려서 동체 착륙을 실행했다. 항공기가 정비 불가능한 상태로 손상되었고, 승객과 승무원 전원은 살아남았다.[26][27]

- 1948년 11월 5일 영국 왕립공군 소속 더글러스 DC-3/C-47B(KN551) 항공기가 착륙 중 고도가 너무 낮아져서 활주로 접근등과 충돌했다. 항공기가 정비 불가능한 상태로 손상되었고, 승객과 승무원 전원은 살아남았다.[28]

- 1948년 11월 17일 영국 왕립공군 소속 더글러스 DC-3/C-47B(KP233) 항공기가 가토 비행장 접근 중 시야를 잃어버리고 베를린 쇠네베르크(소련 점령지구) 근처에서 추락하여 화재가 발생했다. 승무원 4명 전원이 사망했다.[29]

- 1948년 12월 21일 영국 왕립공군 소속 아브로 요크 C.1(MW246) 항공기가 너무 빠른 속도로 착륙했다. 활주로 이탈을 방지하기 위하여 그라운드 루프를 유도했고 그 과정에서 엔진이 떨어져 나갔다. 항공기가 정비 불가능한 상태로 손상되었고, 승무원 전원은 살아남았다.[30][31]

- 1948년 12월 14일 영국 왕립공군 소속 아브로 요크 C.1(MW300) 항공기가 가토 비행장에서 이륙하는 중 엔진이 떨어져 나가서 동체 제어를 상실했다. 항공기가 정비 불가능한 상태로 손상되었고, 승무원 전원은 살아남았다.[32][33] 같은 날 동일 기종 항공기(MW238)에서 비슷한 사고가 또 발생했으며, 이륙 후에 항공기 전두부가 바닥으로 기울어져서 항공기가 추락했다. 승무원 전원은 살아남았다.[34][35]

- 1949년 3월 15일 스카이웨이즈 아브로 685 요크 I 화물기(등록 부호: G-AHFI)가 가토 비행장에 접근하는 중 현측 손실로 인하여 왼쪽으로 기울어져서 추락했다. 승무원 3명 전원이 사망했다.[36]

- 1952년 8월 24일 이글 애비에이션(Eagle Aviation) 소속 아브로 요크 C.1(등록 부호: G-AGNZ) 화물 항공기가 이륙 후 1번 엔진이 정지했다. 가토 비행장으로 회항하는 중 엔진에서 연기가 발생하여 포츠담 근처 평원에 비상 착륙해야 했다. 이 사고로 승무원 3명 전원이 사망했다.[37]

## 같이 보기
- 서베를린
- 베를린 공수작전
- 베를린 장벽

## 참고 문헌
- Durie, William (2012). 《The British Garrison Berlin 1945 - 1994: nowhere to go ... a pictorial historiography of the British Military occupation / presence in Berlin》 (영어). Berlin: Vergangenheitsverlag (de). ISBN 978-3-86408-068-5. OCLC 978161722.
- Kevin Wright and Peter Jefferies "Looking down the corridors-Allied aerial espionage over East Germany and Berlin 1945–1990",2015, ISBN 978-0-7509-7947-4.

## 추가 자료
- Barker, Dudley, Berlin Airlift (HMSO, London, 1949)
- HQ Berlin Infantry Brigade, Berlin Bulletin Volume 45 Issue 36 (Berlin, 16 September 1994)
- Best, Peter B. & Gerlof, Andreas, Flugplatz Gatow (English edition Gatow Airfield) (Kai Homilius Verlag, Berlin, 1998)
- Corbett, Major-General Sir Robert, Berlin and the British Ally, 1945-1990, (Privately published by Sir Robert in Oerlinghausen, 1991)
- Geraghty, Tony, BRIXMIS (London 1996)
- Gibson, Steve, The Last Mission: Behind the Iron Curtain, (Sutton Publishing, 1997)
- Hall, Alan W., Berlin Airlift, article in Scale Aircraft Modelling, August 1998
- Innes, Hammond, Air Bridge, (London, 1951)
- Jeschonnek, Friedrich, Riedel, Dieter and Durie, William Alliierte in Berlin 1945–1994. Ein Handbuch zur Geschichte der militärischen Präsenz der Westmächte, (BWV, Berlin 2007)
- Marsden, Roy, Operation 'Schooner/Nylon': RAF flying in the Berlin control zone, Intelligence and National Security volume 13, no. 4 (Winter 1998), pp 178–193.
- Meek, Colonel AD, Operation CENTRE, article in British Army Review, August 1994
- Miller, RE, A Bridge Yesterday – The Story of Royal Air Force Gatow (Undated, in 3. Luftwaffendivision Archives)
- Wilson, Squadron Leader GD (edited by S/Ldr. PC Whitfield), History of Gatow (RAF Gatow, March 1971)
- Pearcy, Berlin Airlift (Airlife, Shrewsbury* Pearcy, Berlin Airlift, 1997) ISBN 1-85310-845-6
- Matthias Heisig: „You Can’t Miss Gatow“. Die Geschichte eines Flugplatzes. Hrsg. von Doris Müller-Toovey im Auftrag des Militärhistorischen Museums der Bundeswehr Flugplatz Berlin-Gatow (Reihe Texte und Materialien Band 22), Berlin 2021. ISBN 978-3-9823649-1-9.